# هان راينر
جاك إيلي هنري أمبرواز نير (بالفرنسية: Han Ryner)‏ (7 ديسمبر 1861-6 فبراير 1938)، والمعروف أيضًا باسم مستعار هان راينر، فيلسوف فرنسى وناشط في اللاسلطوية «الأناركية» الفردية وروائي. كتب في منشورات مثل الفن الاجتماعي والإنسانية الجديدة وعدو الناس والفكرة الحرة للورولوت؛ والخارج والمميز لزميله في الفلسفة الأناركية الفردية إميل أرماند. تأثّر فكره بشكل أساسي بالرواقية والأبيقورية.

## الحياة
ولد في نيمور (الآن غزوات، ولاية تلمسان)، مقاطعة وهران، الجزائر الفرنسية في عائلة متدينة متواضعة. بعد وفاة والدته، تخلى عن الكاثوليكية، وانضم إلى الماسونيين وبدأ اهتمامه بالأفكار الاشتراكية.
نشر روايتين في 1894-1895 وعمل صحفيًا في وقت لاحق. بعد ذلك تولى منصب تدريس لكنه عانى لاضطراره التكيّف مع بيئة منضبطة كهذه. أصبح كاتبًا أدبيًا غزير الإنتاج.
في عام 1896، تبنى اسمًا مستعارًا «هان راينر» وبدأ الكتابة لمجلات مثل الفن الاجتماعي والإنسانية الجديدة لأوغسطين هامون وعدو الناس والفكرة الحرة. من هنا بدأ التعاون مع مجلة تدعم الأناركية الفردية لانديهورس والمميز لإميل أرماند.
في عام 1900، كتب مقال جريمة الطاعة، وفي عام 1903 كتب مقال دليل الفردية المصغر، حيث قدم مذهبه الأناركي الفردي المتأثر بالرواقية اليونانية الكلاسيكية في أعمال ابكتيتوس. بحلول عشرينيات القرن العشرين، بدأ فكره التأثير بشكل مهم في إسبانيا داخل الأوساط الأناركية الفردية خاصةً من خلال ترجمات أعماله من قبل خوان إليزالدي. بدأ هان راينر الكتابة في المجلات الفردية الإسبانية مثل إيتكا، والتي كان لها بالفعل تأثير مهم على فكر راينر. أخذت الأناركية البرازيلية الفردية ماريا لاسيردا دي مورا مهمة جعل فلسفته وكتابته معروفتين في العالم الناطق باللغة البرتغالية.
مع اقتراب الحرب العالمية الأولى. تبنى هان راينر مواقف داعية للسلامية ومناهضة للحرب ومعارضة للخدمة العسكرية. يشترك في نشاطه المناهض للحرب مع إميل أرماند.
قام بحملة من أجل تحرير أوجين ديودونيه في عام 1913؛ وإميل أرماند أثناء الحرب؛ وللتمرد في البحر الأسود، ومن أجل الأناركيين الإيطاليين الأمريكيين نيكولا ساكو وبارتولوميو فانزيتي وللأناركي الأوكراني نيستور ماخنو.
في مايو 1922، حضر المؤتمر الدولي للفنانين التقدميين ووقع على «الإعلان التأسيسي لاتحاد الفنانين التقدميين الدوليين».
وكونه معاديًا راديكاليًا لرجال الدين، انضم إلى اللجنة العالمية لمناهضة الحرب والفاشية. كما عارض الحرب العالمية الأولى على أسس سلمية معادية للعسكرية. كان حالة نادرة لكونه مشاركًا أناركيًا في جمعية فليبريج.
توفي في باريس في 6 فبراير 1938.